# Brille, brille, mon étoile
 (juillet 2013).
Si vous disposez d'ouvrages ou d'articles de référence ou si vous connaissez des sites web de qualité traitant du thème abordé ici, merci de compléter l'article en donnant les références utiles à sa vérifiabilité et en les liant à la section « Notes et références ».
Brille, brille, mon étoile…  (en russe Гори, гори, моя звезда…) est une chanson populaire, du genre « romance », datant probablement de 1846, dont la musique est attribuée au compositeur Piotr Boulakhov (ru),  à Ivan Bounine ou à Nikolaï Goumilev et les paroles à Vladimir Tchouïevsky, un étudiant en droit de Moscou.
Il est possible que cette romance fût composée à l'occasion des fêtes pour les 700 ans de la fondation de la ville de Moscou (1847).
Elle aurait pu être inspirée par la prédiction d'une nouvelle planète réalisée en 1846 par l'astronome français Urbain Le Verrier, et qui fut effectivement observée quelques mois plus tard par l'astronome allemand Johan Gottfried Galle. Le nom de Neptune, proposée par Le Verrier, lui fut donnée, probablement pour sa couleur bleu sombre.
De nombreux arrangements furent réalisés de cette chanson.
Elle fut sortie de l'oubli lors de la Première Guerre mondiale, en 1915. Avec le nouvel arrangement de Vladimir Sabinine, la chanson connut un réel succès, grâce également à l'arrivée du gramophone.
Ensuite cette « romance » fut interdite dès les premières années du pouvoir soviétique car accusée d'être proche des mouvements « blancs ».
Cependant, sa vraie popularité date de 1956, lorsqu'elle fut reprise par le film américain « Guerre et Paix ». Ceci sera déterminant pour sa popularité en URSS. La chanson fut alors déclarée « musique et paroles du peuple. »
En 1970, Alexander Mitta réalisa Gori, gori moïa zvezda, film dans lequel la chanson est interprétée en voix off. 
Elle fut chantée par les plus grands, comme Fedor Chaliapine, Boris Chtokolov (en), Ivan Rebroff, Vladimir Vissotski,  Dmitri Khvorostovski, ou Anna German.

## Paroles
| Texte original | Transcription | Traduction |
| --- | --- | --- |
| Гори, гори, моя звезда. Звезда любви приветная! Ты у меня одна заветная, Другой не будет никогда. Сойдёт ли ночь на землю ясная, Звёзд много блещет в небесах, Но ты одна, моя прекрасная, Горишь в отрадных мне лучах. Звезда надежды благодатная, Звезда любви волшебных дней, Ты будешь вечно незакатная В душе тоскующей моей! Твоих лучей небесной силою Вся жизнь моя озарена. Умру ли я – ты над могилою Гори, сияй, моя звезда! | Gori, gori, moïa zvezda, Zvezda lioubvi, privetnaïa! Ty ou menia odna zavetnaïa, Drougoï ne budïet nikogda. Soïdot li noch na zemliou ïasnaïa, Zvozd mnogo blechtchet v nebesakh, No ty odna, moïa prekrasnaïa, Gorich v otradnykh mnïe louchakh. Zvezda nadejdy blagodatnaïa, Zvezda lioubvi volchebnykh dneï, Ty budech vetchno nezakatnaya V douche toskouïouchtcheï moïeï. Tvoikh loutcheï nebesnoï siloïou Vsia jizn moïa ozarena. Oumrou li ïa, ty nad mogilou Gori, siïaï, moïa zvezda! | Brille, brille, mon étoile, Accueillante étoile de l'amour ! Tu es la seule à m'être précieuse, Les autres ne le seront jamais. Lorsqu'une claire nuit descend sur la Terre De nombreuses étoiles brillent au firmament, Mais tu es la seule, ma belle, Dont les rayons brillent pour mon bonheur Étoile chérie de l'espoir, Étoile, amour des jours magiques, Tu seras toujours levée Dans mon âme attristée. De tes puissants rayons venus d'ailleurs Ma vie entière est illuminée Et si je devais mourir, toi, sur ma tombe Brille, rayonne, mon étoile ! |